# Machrie Moor

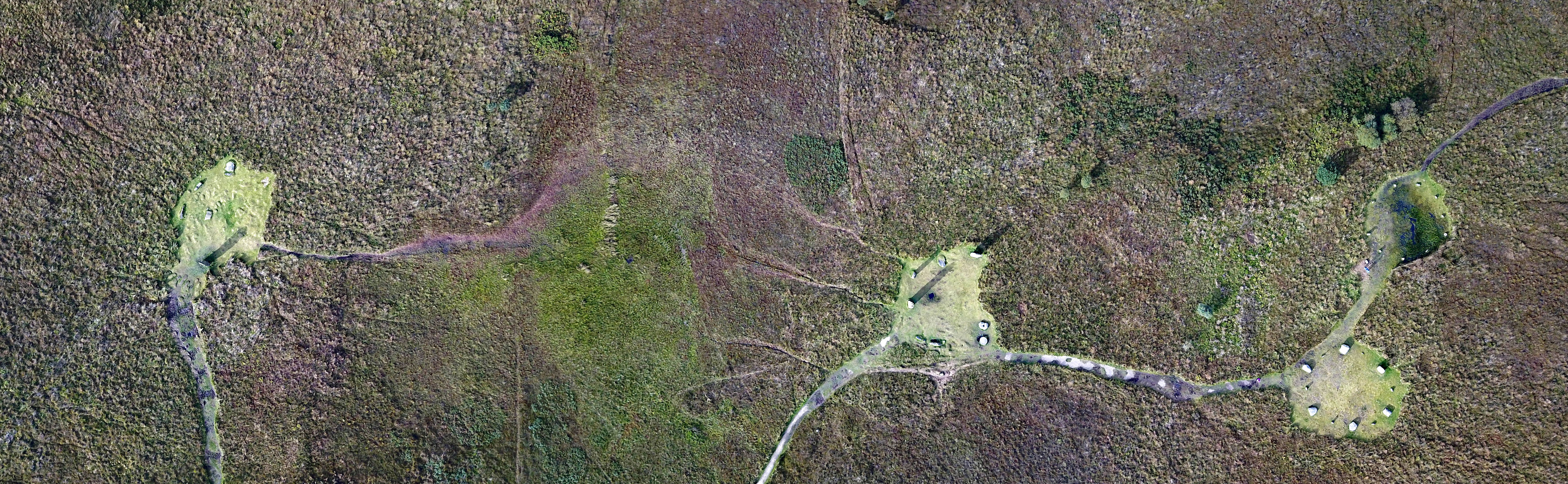
Steinkreise von Machrie Moor (von links: 3, 2, 1 und 11)

Machrie Moor ist ein multipler Fundplatz megalithischer Monumente. Er liegt in der Mitte der Westküste der Insel Arran, die im Sound of Bute, an der Westküste Schottlands liegt. Der entlang eines markierten Pfades, südlich des Flusses „Machrie Water“ in der Heide gelegene Bereich ist ein lange genutzter Komplex.
Es gibt oder gab hier sechs Steinkreise, mehrere Steinkisten, Menhire (englisch Standing Stones), Timber Circles und Kammergräber aus der Jungsteinzeit sowie Cairns aus der Bronzezeit und Fundamente von Bienenkorbhütten aus der Eisenzeit oder einer späteren Periode.
Das nahe der Straße gelegene Denkmal ist ein Cairn mit großen Randsteinen aus Granit, der an den nahen Cairn des Steinkreis von Auchagallon erinnert. Zu beiden Seiten des Pfades, der zur Moss Farm führt, wo sich die Steinkreise befinden, liegen Hüttenfundamente. Nördlich des Pfades steht ein Menhir und die Reste einer zweiten Megalithanlage. Ein Teil der einstigen Kammer ist zwischen dem Pfad und dem Zaun im Süden erkennbar. Zwei weitere Kammergräber, eines davon ein gut erhaltenes Clyde Tomb, liegen südlich davon, etwas entfernt in der Heide.

## Die Steinkreise
Neben der aufgegebenen Farm liegt der erste (offiziell als Nr. 5 geführt) von sechs Steinkreisen, die vermutlich zwischen 1800 und 1600 v. Chr. errichtet wurden. Er heißt „Fingal’s Cauldron Seat“ und besteht aus zwei Ringen von niedrigen Granitblöcken. Der Innenring hat 11,5 m Durchmesser und der ovale, nicht einwandfrei konzentrische gelegene äußere Ring, scheint ein Kreis von ehemaligen Randsteinen zu sein. Im Zentrum wurde im 19. Jahrhundert eine mehrphasig genutzte Steinkiste gefunden.
Vom zweiten Kreis (offiziell Nr. 4) sind nur vier niedrige Felsblöcke erhalten. Es ist jedoch möglich, dass es sich nicht um einen Kreis, sondern um eine Steinsetzung handelt. Wiederum wurde eine zentrale Steinkiste ausgegraben. Sie enthielt einen Bronzestift, ein Tongefäß und einige Flintwerkzeuge.

Machrie Moor Kreise
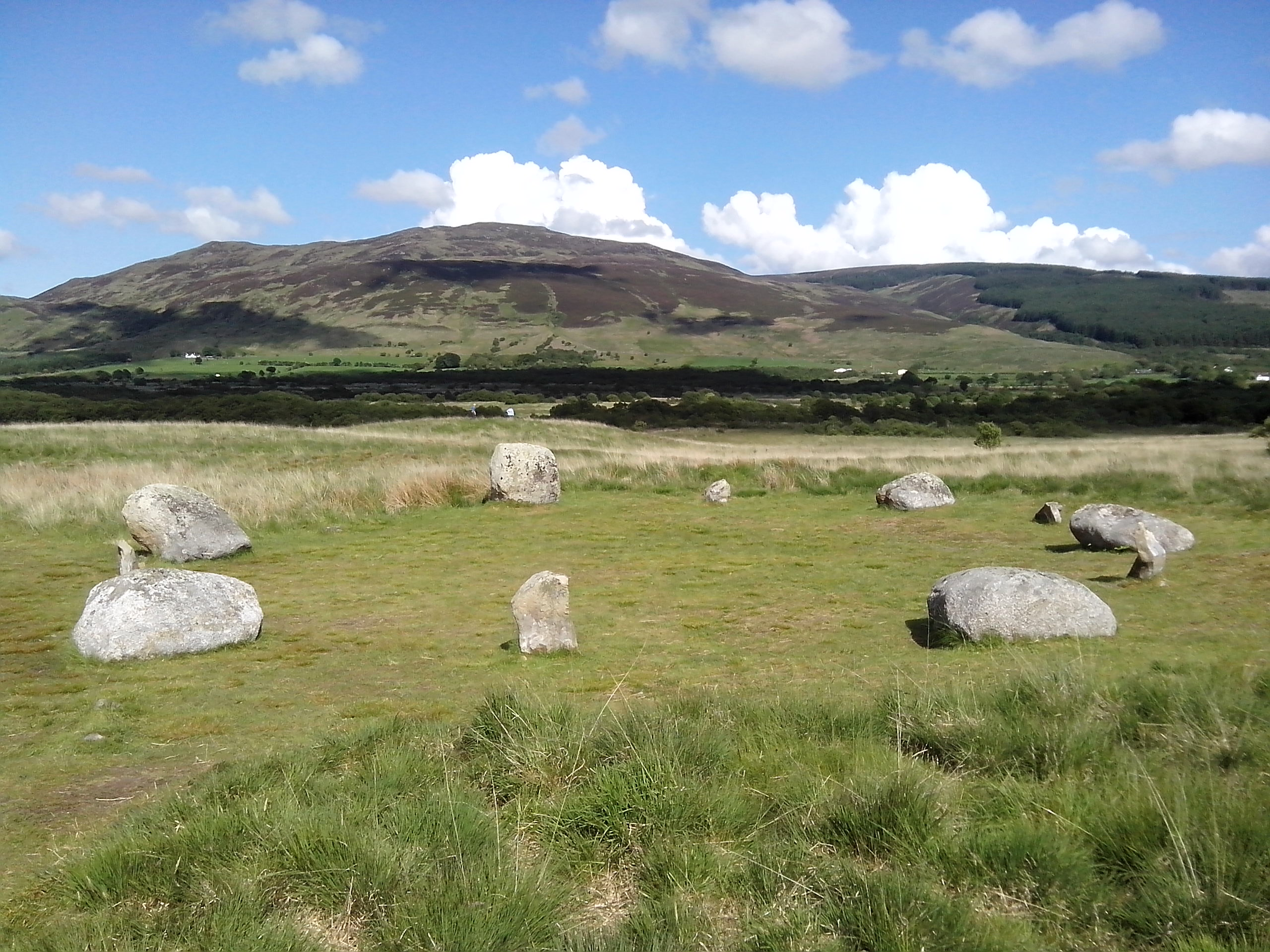
Machrie Moor 1
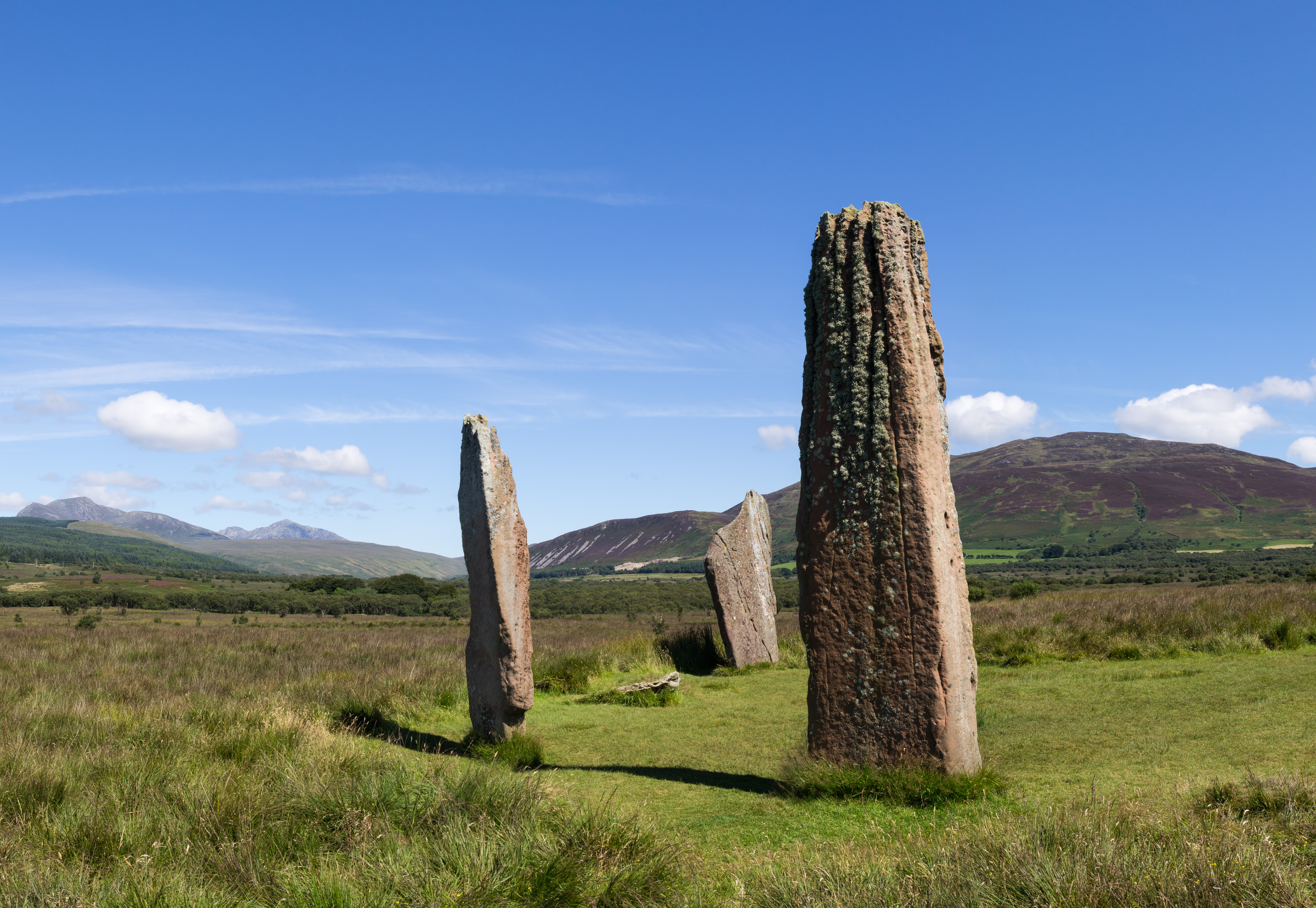
Machrie Moor 2
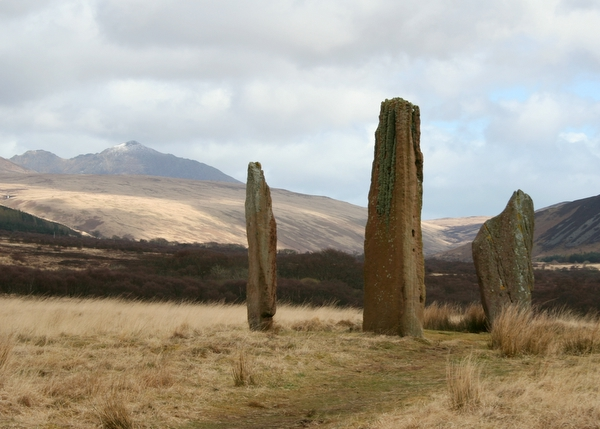
Machrie Moor 2
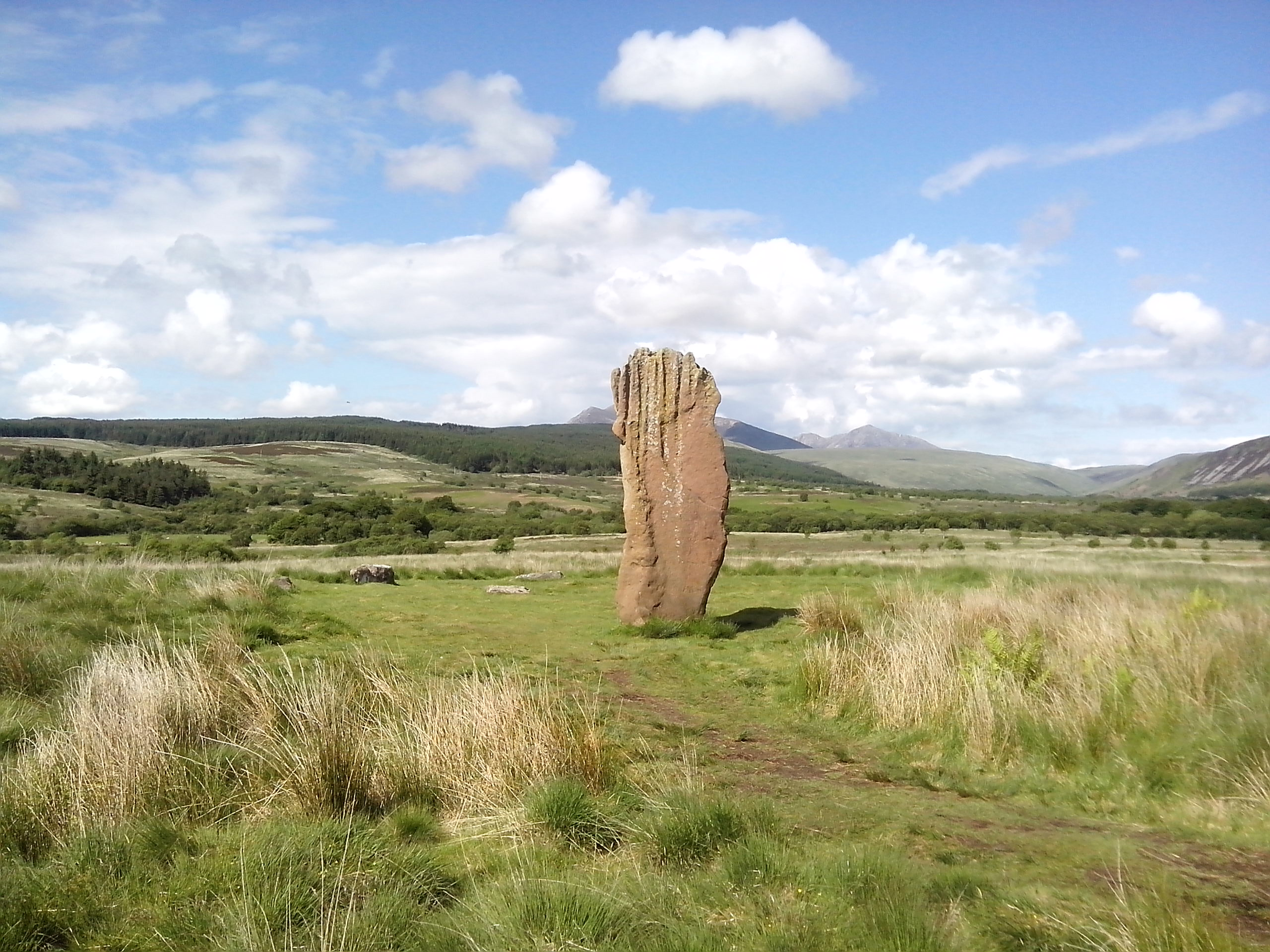
Machrie Moor 3
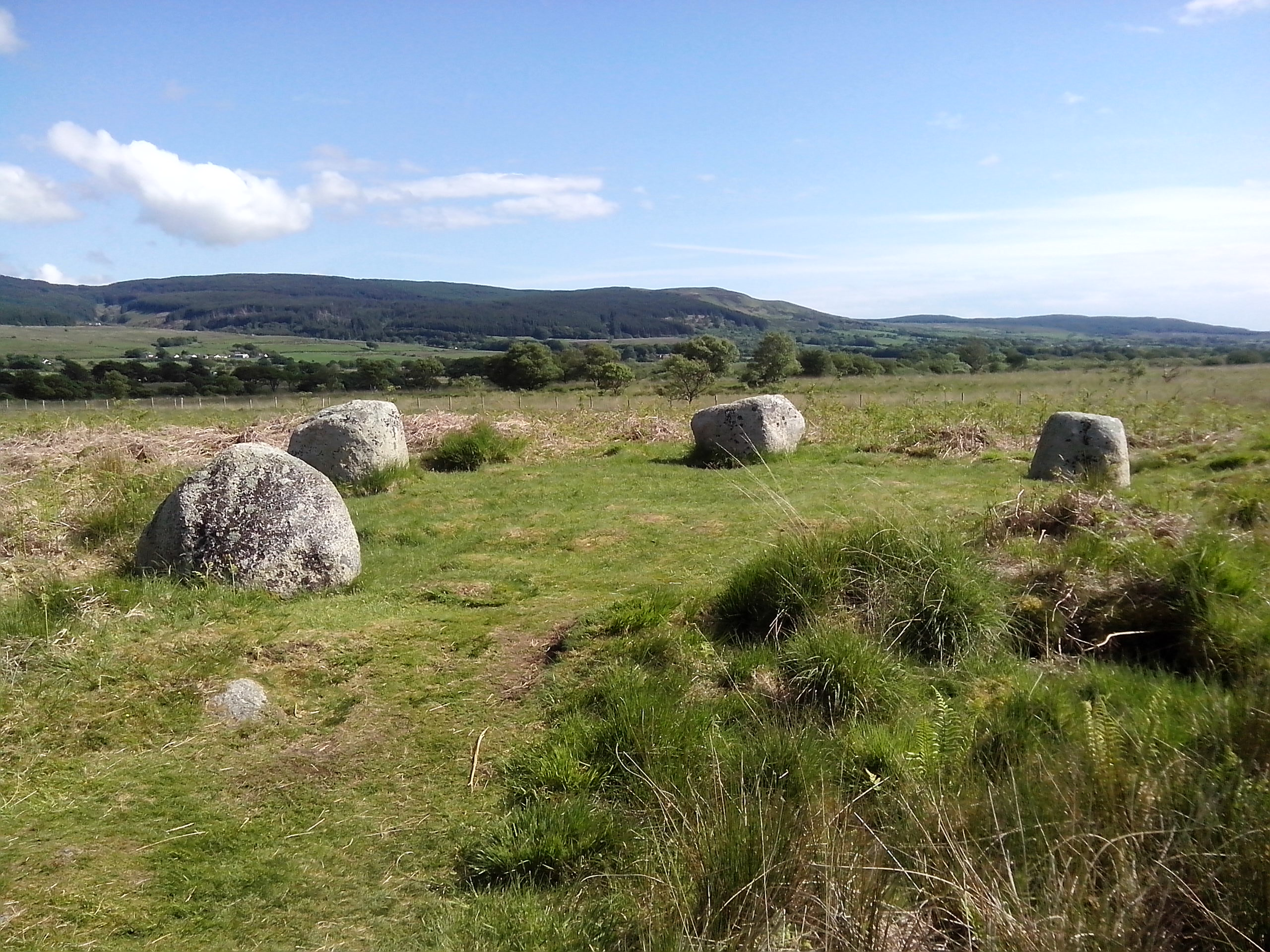
Machrie Moor 4
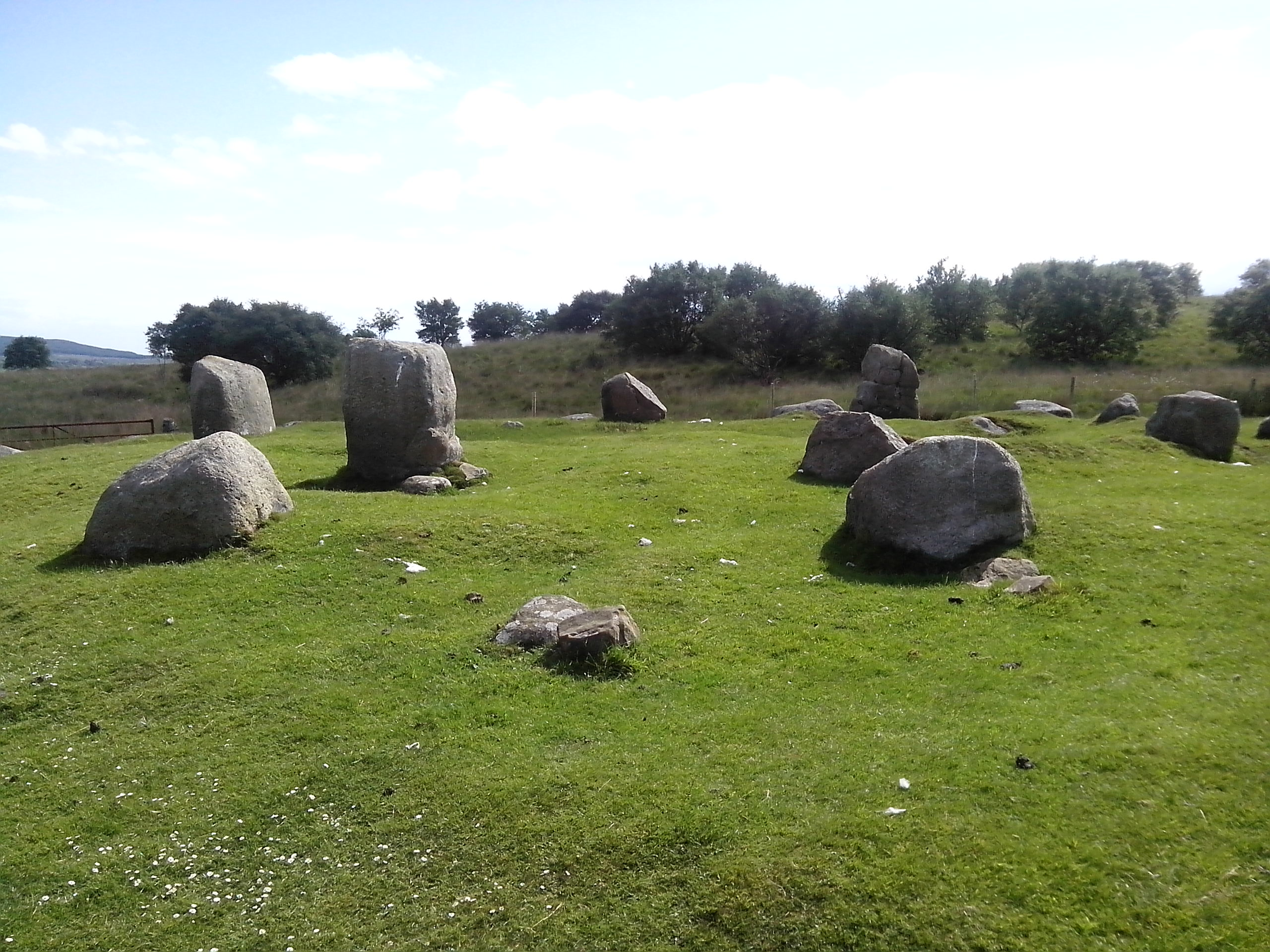
Machrie Moor 5
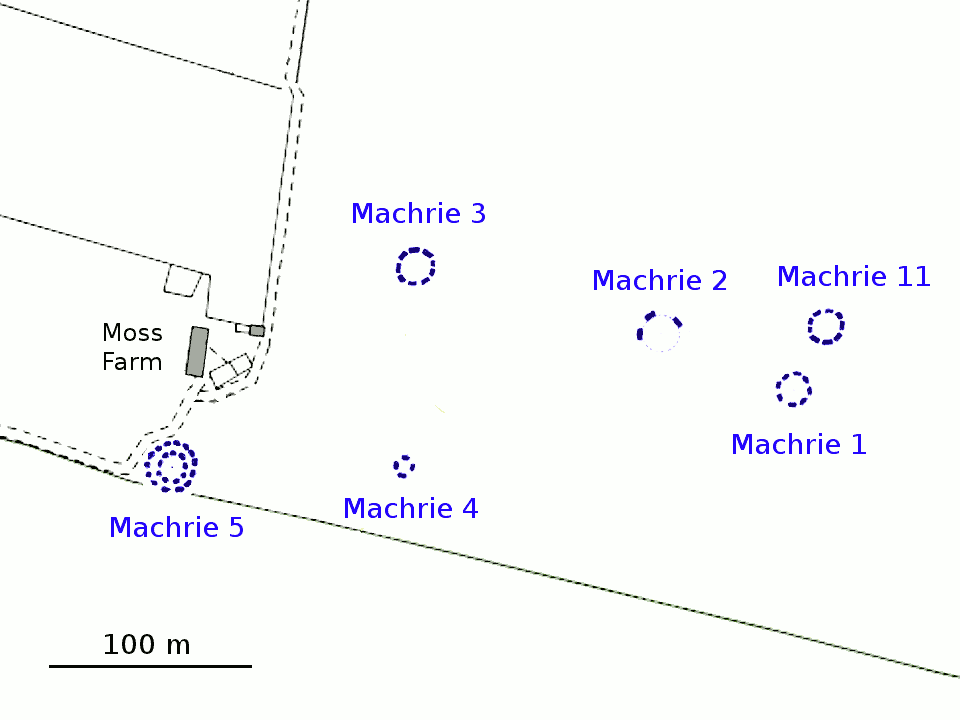
Lageplan
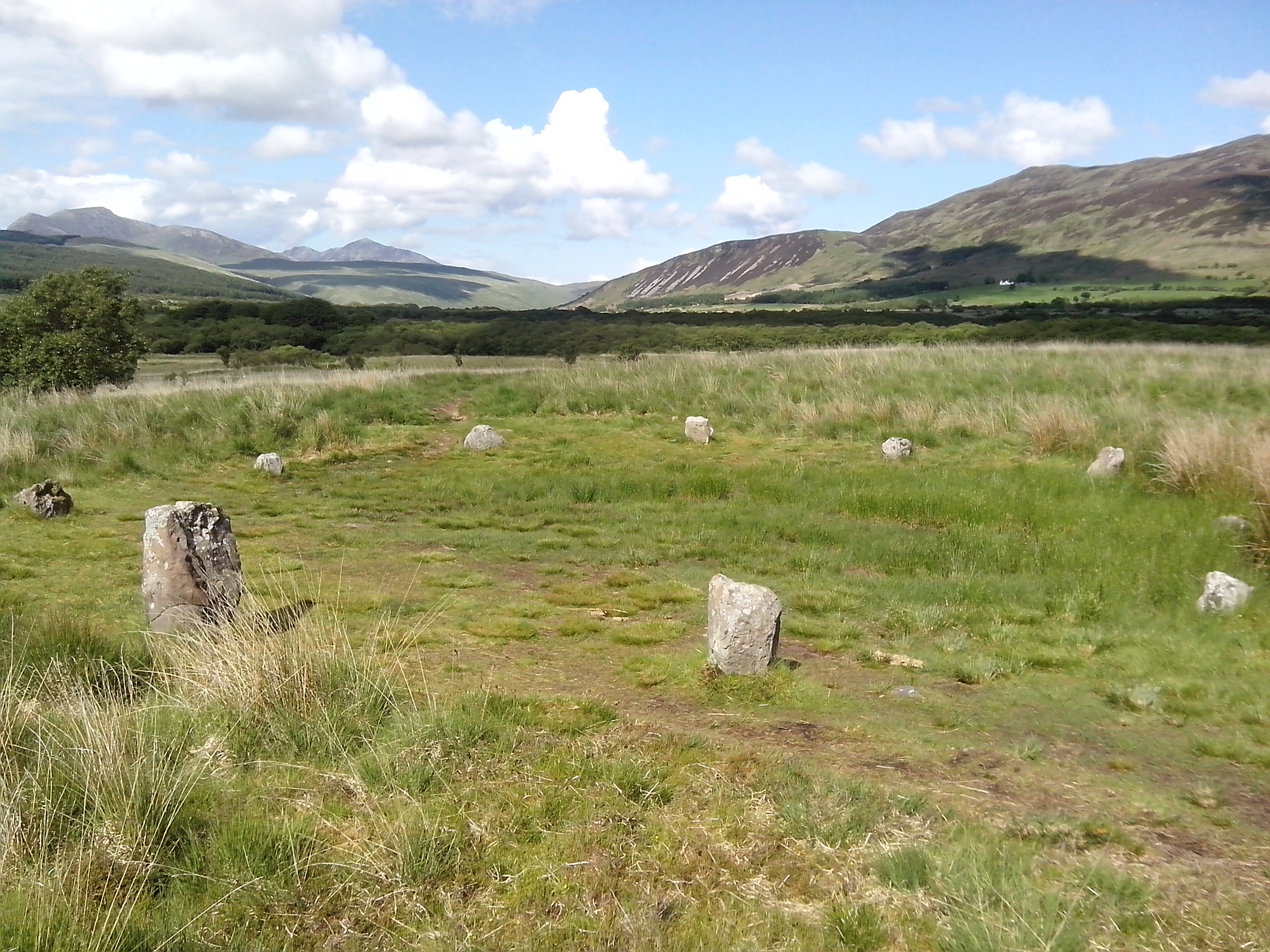
Machrie Moor 11

Der dritte Kreis (offiziell als Nr. 3 geführt) bestand ursprünglich aus neun Steinen, aber fünf sind ausgegangen und drei lediglich noch als Stümpfe vorhanden. Nur einer blieb erhalten. Die Steine wurden vermutlich für den Bau des Bauernhofs zerstört. In dem Kreis sollen sich zwei Steinkisten befunden haben.
Das vierte Denkmal (offiziell Nr. 2) dominiert die Landschaft. Zwar stehen nur drei Steine, aber die eleganten Säulen aus rotem Sandstein erreichen eine Höhe von 5,5 m. Andere Steine des Kreises, der ursprünglich aus sieben oder acht Steinen bestand, liegen am Boden. Zwei Steinkisten wurden Inneres des Kreises gefunden. Die eine enthielt eine Kremation und ein Tongefäß, die andere eine Beisetzung.
Der fünfte Kreis (offiziell Nr. 1) ist eine Kombination aus Sandsteinplatten und niedrigen Granitblöcken ab. Er bestand wahrscheinlich aus zwölf Steinen.
In der Nähe wurde erst später ein sechster Kreis (offiziell Nr. 11 oder 1a) mit zehn niedrigen, zuvor im Moor von Torf überdeckten Steinen entdeckt. Ausgrabungen ergaben, dass diesen beiden Steinkreisen hölzerne Versionen vorausgegangen waren, dass sie also die Nachfolger von Henges sind, die am selben Standort standen.